# Ставридовые
Ставридовые (лат. Carangidae) — семейство морских лучепёрых рыб, обитающих в тёплых водах мирового океана.
Обитатели преимущественно морских, реже солоноватых вод в районах Атлантического, Индийского и Тихого океанов.
Представители семейства обычно имеют сжатое по бокам тело, но форма тела может быть очень разнообразна. Имеют два спинных плавника.
Первый спинной плавник с 3—9 колючими лучами, второй более длинный состоит из 18—37 мягких лучей. Вдоль боковой линии часто выступают колючие костные пластинки. Хвостовой плавник широко раздвоенный.
Быстрые хищники, обитающие среди рифов и в открытом океане. Некоторые питаются донными беспозвоночными.
Часто ведут стайный образ жизни.
Многие ставридовые — это крупные рыбы, важные в промысловом рыболовстве.
Наиболее известные представители семейства входят в род ставрид, включающий 14 видов. Однако под названием «Ставрида» в продажу поступают некоторые виды из других родов семейства ставридовых.
Некоторые виды ставридовых, имеющие промысловое значение:
- Alectis ciliaris — длиннопёрый алектис , или вымпельный алект
- Chloroscombrus chrisurus — хлороскомбрус, или касаба (рыба)
- Decapterus russelli — индийская сигарная ставрида, или индийская десятипёрка
- Lichia amia — обыкновенная лихия
- Megalaspis cordyla — скумбриевидная ставрида, или крупнощитковая ставрида, или тунцевидная ставрида, или кордила
- Selar crumenophthalmus — большеглазая ставрида
- Selaroides leptolepis — желтополосый селар
- Trachurus murphyi — перуанская ставрида
- Trachurus trachurus — обыкновенная ставрида

Длиннопёрая ставрида (Nematistius pectoralis) выделяется в отдельный род рыб-павлинов и монотипическое семейство длиннопёрых ставрид (Nematistiidae). 

## Классификация
В семействе выделяют четыре подсемейства с 30 родами, включающих 147 видов. В водах России обитает 6 видов.
Подсемейство Naucratinae
- Campogramma Regan, 1903
- Elagatis Bennett, 1840 — Элагаты, или радужные макрели
- Naucrates Rafinesque, 1810 — Лоцманы
- Seriola Cuvier, 1816 — Сериолы, или желтохвосты
- Seriolina Wakiya, 1924

Подсемейство Scomberoidinae
- Oligoplites Gill, 1863 — Лакедры, или цапатеро
- Parona C. Berg, 1895 — Пароны
- Scomberoides Lacépède, 1801 — Толы

Подсемейство Trachinotinae
- Lichia Cuvier, 1816 — Лихии
- Trachinotus Lacépède, 1801 — Трахиноты, или помпано

Подсемейство Caranginae
- Alectis Rafinesque, 1815 — Алектисы, или алекты[3]
- Alepes Swainson, 1839 — Алепы, или алеписы
- Atropus Oken, 1817 — Атропы, или атропусы
- Atule Jordan & Jordan, 1922 — Атуле
- Carangoides Bleeker, 1851 — Каваллы, или карангоиды
- Caranx Lacépède, 1801 — Каранксы, или каранги
- Chloroscombrus Girard, 1858 — Касабы, или бумперы, или хлороскамбрусы
- Decapterus Bleeker, 1851 — Сигарные ставриды, или десятипёрые ставриды, или скэды
- Gnathanodon Bleeker, 1851 — Золотые каранги
- Hemicaranx Bleeker, 1862 — Хемикаранксы, или хемикаранги, или чичары
- Megalaspis Bleeker, 1851 — Кордилы, или скумбриевидные ставриды, или тунцевидные ставриды
- Pantolabus Whitley, 1931
- Parastromateus Bleeker, 1865 — Рыбы-вороны, или парастроматеусы
- Pseudocaranx Bleeker, 1863 — Псевдокаранксы, или зубатые каранксы
- Selar Bleeker, 1851 — Селары, или большеглазые ставриды
- Selaroides Bleeker, 1851 — Желтополосые селары
- Selene Lacépède, 1802 — Селены, или вомеры
- Trachurus Rafinesque, 1810 — Ставриды
- Ulua Jordan & Snyder, 1908 — Улуа
- Uraspis Bleeker, 1855 — Урасписы